# Parys
Parys este un oraș din Africa de Sud.